# Les Déserts
Les Déserts és un municipi francès situat al departament de la Savoia i a la regió d'Alvèrnia-Roine-Alps. L'any 2007 tenia 774 habitants.

## Demografia

### Població
El 2007 la població de fet de Les Déserts era de 774 persones. Hi havia 306 famílies de les quals 106 eren unipersonals (39 homes vivint sols i 67 dones vivint soles), 51 parelles sense fills, 114 parelles amb fills i 35 famílies monoparentals amb fills.
La població ha evolucionat segons el següent gràfic:
Habitants censats

### Habitatges
El 2007 hi havia 884 habitatges, 316 eren l'habitatge principal de la família, 535 eren segones residències i 33 estaven desocupats. 595 eren cases i 283 eren apartaments. Dels 316 habitatges principals, 241 estaven ocupats pels seus propietaris, 65 estaven llogats i ocupats pels llogaters i 11 estaven cedits a títol gratuït; 13 tenien una cambra, 34 en tenien dues, 70 en tenien tres, 97 en tenien quatre i 102 en tenien cinc o més. 266 habitatges disposaven pel capbaix d'una plaça de pàrquing. A 138 habitatges hi havia un automòbil i a 163 n'hi havia dos o més.

### Piràmide de població
La piràmide de població per edats i sexe el 2009 era:
| Homes | Edats   | Dones |
| ----- | ------- | ----- |
| 0     | 95 o +  | 4     |
| 0     | 90 a 94 | 4     |
| 0     | 85 a 89 | 4     |
| 0     | 80 a 84 | 4     |
| 12    | 75 a 79 | 4     |
| 12    | 70 a 74 | 12    |
| 20    | 65 a 69 | 12    |
| 24    | 60 a 64 | 20    |
| 4     | 55 a 59 | 8     |
| 12    | 50 a 54 | 16    |
| 32    | 45 a 49 | 16    |
| 24    | 40 a 44 | 20    |
| 28    | 35 a 39 | 36    |
| 24    | 30 a 34 | 44    |
| 40    | 25 a 29 | 24    |
| 16    | 20 a 24 | 12    |
| 24    | 15 a 19 | 24    |
| 16    | 10 a 14 | 24    |
| 24    | 5 a 9   | 16    |
| 36    | 0 a 4   | 20    |

## Economia
El 2007 la població en edat de treballar era de 495 persones, 394 eren actives i 101 eren inactives. De les 394 persones actives 386 estaven ocupades (210 homes i 176 dones) i 8 estaven aturades (2 homes i 6 dones). De les 101 persones inactives 30 estaven jubilades, 45 estaven estudiant i 26 estaven classificades com a «altres inactius».

### Ingressos
El 2009 a Les Déserts hi havia 328 unitats fiscals que integraven 807 persones, la mediana anual d'ingressos fiscals per persona era de 18.474 €.

### Activitats econòmiques
Dels 124 establiments que hi havia el 2007, 1 era d'una empresa alimentària, 2 d'empreses de coc i refinatge, 1 d'una empresa de fabricació d'altres productes industrials, 9 d'empreses de construcció, 9 d'empreses de comerç i reparació d'automòbils, 1 d'una empresa de transport, 23 d'empreses d'hostatgeria i restauració, 3 d'empreses financeres, 5 d'empreses immobiliàries, 10 d'empreses de serveis, 55 d'entitats de l'administració pública i 5 d'empreses classificades com a «altres activitats de serveis».
Dels 14 establiments de servei als particulars que hi havia el 2009, 1 era un guixaire pintor, 4 fusteries, 8 restaurants i 1 saló de bellesa.
Dels 8 establiments comercials que hi havia el 2009, 1 era una botiga de menys de 120 m², 1 una fleca i 6 botigues de material esportiu.
L'any 2000 a Les Déserts hi havia 18 explotacions agrícoles que ocupaven un total de 480 hectàrees.

## Equipaments sanitaris i escolars
El 2009 hi havia una escola elemental.

## Poblacions més properes
El següent diagrama mostra les poblacions més properes.